# Cape Torrens Conservation Park
Cape Torrens Conservation Park är en park i Australien. Den ligger i delstaten South Australia, omkring 190 kilometer sydväst om delstatshuvudstaden Adelaide. Cape Torrens Conservation Park ligger 180 meter över havet. Den ligger på ön Kangaroo Island.
Trakten runt Cape Torrens Conservation Park är nära nog obefolkad, med mindre än två invånare per kvadratkilometer.. Det finns inga samhällen i närheten.
Genomsnittlig årsnederbörd är 825 millimeter. Den regnigaste månaden är juni, med i genomsnitt 146 mm nederbörd, och den torraste är januari, med 23 mm nederbörd.